# Mulan Jameela
Mulan Jameela (nacida en Garut, Java Occidental, el 23 de agosto de 1979, cuyo nombre verdadero es Raden Terry Tantri Wulansari), es una cantante indonesia. Anteriormente se le conocía también como Mulan Kwok. Empezó a ser reconocida cuando pasó a formar parte de un grupo musical como vocalista de Queen's a principios de 2005. Después de separarse en 2007, publicó un álbum en solitario titulado Mulan Mulan en 2008.

## Discografía
Album solo
- Kekal (2000)
- Mulan Jameela (2008)

Bersama Ratu
- Ratu & Friends (2005)
- No. Satu (2006)

Album kompilasi
- The Best Of Republik Cinta Artists Vol. 1 (2008)
- D'Plong: Sensasi Rock'n'Dut (2009)

## Películas
- Maaf Saya Menghamili Istri Anda (2007)

## Sinetron & FTV
- Primadona Mencari Surga (FTV Hikayah Idul Fitri, 2006)
- Pasangan Heboh (Sinetron, 2007)
- Bodyguard Sang Penyanyi (FTV, 2007)
- Penyanyi Yang Difitnah (FTV, 2007)
- Habis Manis Suami Dibuang (FTV, 2007)
- Serumah Tapi Musuh (FTV, 2007)